# Ambassade d'Israël aux États-Unis
L'ambassade d'Israël aux États-Unis est la représentation diplomatique de l'État d'Israël auprès des États-Unis d'Amérique. Elle est située au 3514 International Drive, dans le quartier North Cleveland Park (en) du quadrant Northwest de Washington, la capitale du pays. Son ambassadeur est, depuis 2021, Michael Herzog.

## Histoire
Le 25 février 2024, Aaron Bushnell, un militaire de 25 ans de l'armée de l'air américaine, est décédé après s'être immolé par le feu, alors qu'il diffusait en direct l'événement, devant la porte d'entrée de l'ambassade, en signe de protestation contre le génocide perçu et le soutien des États-Unis à Israël dans la guerre de Gaza.
Le 21 mai 2025, deux membres du personnel ont été tués lors d'une fusillade au Musée juif de Washington DC. Le tireur présumé a scandé des slogans pro-palestiniens après la fusillade.

## Ambassadeurs
| No | Portrait              | Identité                                          | Période           | Période           | Durée                     |
| No | Portrait              | Identité                                          | Début             | Fin               | Durée                     |
| -- | --------------------- | ------------------------------------------------- | ----------------- | ----------------- | ------------------------- |
| 13 | Zalman Shoval         | Zalman Shoval (en) (he) זלמן שובל (né en 1930)    | 1998              | 2000              | 2 ans                     |
| 14 | David Ivry            | David Ivry (en) (he) דוד עברי (né en 1934)        | 2000              | 2002              | 2 ans                     |
| 15 | Danny Ayalon          | Danny Ayalon (he) דני אילון (né en 1955)          | 2002              | 2006              | 4 ans                     |
| 16 | Sallai Meridor        | Sallai Meridor (en) (he) סלי מרידור (né en 1955)  | 2006              | 2009              | 3 ans                     |
| 17 | Michael Oren en 2009. | Michael Oren (he) מיכאל אורן (né en 1955)         | 20 juillet 2009   | 30 septembre 2013 | 4 ans, 2 mois et 10 jours |
| 18 | Ron Dermer            | Ron Dermer (en) (he) רון דרמר (né en 1971)        | 30 septembre 2013 | 21 janvier 2021   | 7 ans, 3 mois et 22 jours |
| 19 | Guilad Erdan, 2007.   | Guilad Erdan (he) גלעד ארדן (né en 1970)          | 21 janvier 2021   | 15 novembre 2021  | 9 mois et 25 jours        |
| 20 | Michael Herzog        | Michael Herzog (en) (he) מיכאל הרצוג (né en 1952) | 15 novembre 2021  |                   |                           |